# Dobromirka (Bułgaria)
Dobromirka (bułg. Добромирка) – wieś w środkowej Bułgarii, w obwodzie Gabrowo, w gminie Sewliewo. Według danych Narodowego Instytutu Statystycznego, 31 grudnia 2011 roku wieś liczyła 707 mieszkańców.

## Historia
Nazwa Dobromirka istniała już za panowania imperium osmańskiego. W trakcie wojny bałkańskiej jeden mieszkaniec wstąpił do legionu Macedońsko-Adrianopolskiego.

## Osoby związane z wsią
- Neno Stanew Cyrwułanow – lekarz, członek BKL-u
- Kunczo Grynczarow – artysta
- Dimityr Penew – poeta
- Penju Penew – poeta